# فرودگاه صحرایی کیورووسی
فرودگاه صحرایی کیورووِسی (به انگلیسی: Kiuruvesi Airfield) (به زبان بومی: Kiuruveden lentokenttä) یک فرودگاه همگانی است که یک باند فرود آسفالت دارد و طول باند آن ۸۴۰ متر است. این فرودگاه در کشور فنلاند قرار دارد و در ارتفاع ۱۵۷ متری از سطح دریا واقع شده است.